# Parque nacional de Kokxetau
El parque nacional de Kokxetau (en kazajo: «Көкшета́у» мемлекетті́к ұлтты́қ табиғи́ паркі́: «Көкшета́у» мемлекетті́к ұлтты́қ табиғи́ паркі́) es un parque nacional del Distrito de Zerendí de la Provincia de Akmolà y el Distrito de Ayirtau de la Provincia del Kazajistán Septentrional de Kazajistán. Fue establecido por la resolución nº 415 del gobierno el 10 de abril de 1996. Su superficie total es de 13.4511 ha

## Relieve
El parque está situado en cerros de baja altitud. Los relieves más elevados son el cerro Zerenda (588 m), el cerro Imantáis (en ruso) (661 m), el cerro Ayirtau (523 m) y el macizo Sarymbek (409 m).

## Clima
El área del parque se encuentra en una zona natural de estepas y estepas forestales. El clima es continental. La temperatura varía en enero de -5 a -35 °C y la temperatura de julio de 3-27 °C. La precipitación anual es de 250-310 mm en las llanuras y hasta 440 mm en las zonas más elevadas. El periodo libre de heladas tiene una duración de 120 días. En verano se producen lluvias y tormentas eléctricas.
La primavera es breve (20 a 30 días), en general empieza a mediados de abril. Es fresca y seca, con entradas ocasionales de frío debido a la fusión de la nieve. En mayo, a veces se producen heladas. El verano es cálido y seco, a pesar de que hay una precipitación significativa, debido a las tormentas intensas, pero raras. La temperatura mediana en junio es de 18 a 20 °C, y la máxima absoluta es de 38-40 °C.
Dominado por los anticiclones, el aire es claro y ligeramente húmedo. Los vientos del suroeste son secos. Las lluvias son más frecuentes en otoño. El otoño es nuboso y generalmente lluvioso, con muchas probabilidades de heladas desde medios de septiembre. A mediados de octubre, la temperatura es inferior a +5 °C. A finales de octubre, se observan las primeras nieves. El invierno es frío y seco. La temperatura mediana en enero es de -17 °C; cuando hay anticiclón pueden darse temperaturas de hasta -30 °C. Las ventiscas son comunes.

## Fauna y flora
El reino animal del parque de Kokshetau  es muy rico. Cuenta con 282 especies de vertebrados, 47 de mamíferos, 216 de aves, 7 de reptiles y 12 de peces. Entre los mamíferos se pueden observar uapitís, ciervos, osos y lobos. Las estepas son el hogar de la flora y fauna típica de la taiga siberiana, como alces, linces, martas, armiños y liebres blancas y el zorro corsac, la liebre gris y el turón de la estepa. Se han observado 220 especies de insectos.
La vegetación del parque es variada y estrechamente vinculada a los paisajes de la región. Se pueden distinguir tres tipos de complejos naturales: la vegetación forestal, vegetación de estepa y la vegetación de pastos. El 60 % del parque está cubierta de bosques, ricos en bayas y setas.
En el territorio del parque se encuentran trece monumentos naturales de importancia nacional : el Promontorio Verde, el Cerro Smolnaya, el Cerro Strekatch, el Promontorio Carmesí, el Cerro "en Fuego", el Cerro "Dos hermanos", el Cerro Agut, la Cascada sobre la gruta, el Cerro desintegrado, la isla sobre el lago Imantáis, el Cerro "Punto de vista", el Cerro "Marmitte" y el Macizo Reliquia.

## Actividades del parque
Principales tareas:
- Preservación del medio ambiente natural y lugares de interés histórico y cultural.
- La implementación de los métodos de conservación de la naturaleza a la vez que permite el recreo.
- Restauración del entorno.
- Educación y la sensibilización de los visitantes en las cuestiones ambientales.
- La vigilancia ambiental.